# Beyond the Season
Beyond the Season är ett julalbum från 1992 av Garth Brooks.

## Låtlista
1. "Go, Tell It on the Mountain" (John Wesley Work, Jr., Traditional) – 3:30
2. "God Rest Ye Merry, Gentlemen" (Traditional) – 2:34
3. "The Old Man's Back in Town" (Garth Brooks, Randy Taylor, Larry Bastian) – 2:34
4. "The Gift" (Stephanie Davis) – 4:45
5. "Unto You This Night" (Rex Benson, Steve Gillette) – 3:46
6. "White Christmas" (Irving Berlin) – 2:55
7. "The Friendly Beasts" (Traditional) – 3:32
8. "Santa Looked a Lot Like Daddy" (Buck Owens, Don Rich) – 2:29
9. "Silent Night" (Stille Nacht, heilige Nacht) (Franz Xaver Gruber, Joseph Mohr) – 3:46
10. "Mary's Dream" (Mark Casstevens, Bobby Wood) – :50
11. "What Child Is This?" (William Chatterton Dix, Traditional) – 3:27

### Fotnoter
1. ↑  ”Beyond the Season” (på engelska). Discogs. 12 mars 1992. http://www.discogs.com/Garth-Brooks-Beyond-The-Season/master/486429. Läst 12 december 2014.